# Eurylomia ochreata
Eurylomia ochreata là một loài bướm đêm thuộc phân họ Arctiinae, họ Erebidae.